# Ожайва (статистика)

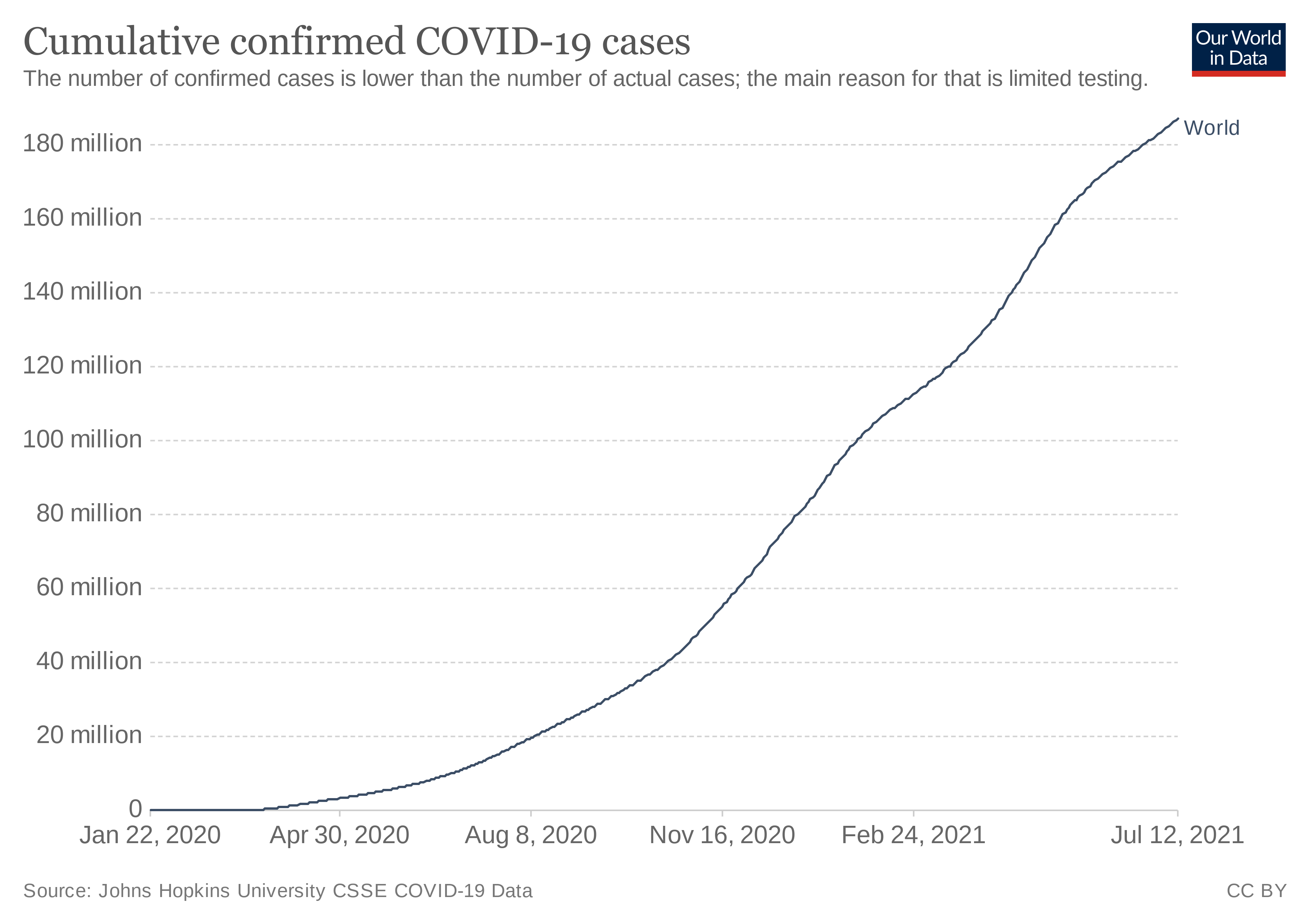
Ожайва підтверджених випадків COVID-19, зафіксованих станом на 18 липня 2020 року

У статистиці ожа́йва (англ. ogive), відома також як кумуляти́вний гра́фік частоти́ (англ. cumulative frequency polygon), може стосуватися одного з двох понять:
- будь-якого накресленого вручну графіка функції розподілу;[3]
- будь-якої емпіричної функції розподілу.

Точками, які відкладають на ожайві, є верхні межі класових проміжків і відповідні кумулятивні абсолютні частоти або кумулятивні відносні частоти. Ожайва для нормального розподілу (з одного боку від середнього значення) нагадує (один бік) арабески чи оживальної (англ. ogival) арки, що, ймовірно, і є джерелом її назви.

## Побудова
На горизонтальній осі відкладають межі класових проміжків для ожайви. На основі цих межових значень відкладають точки, висота яких відповідає абсолютній або відносній кумулятивній частоті. Форму ожайви отримують шляхом з'єднання кожної точки з її сусідами відрізками прямих. Іноді будують вісь як для абсолютної, так і для відносної частоти.

## Знаходження відсотків
Ожайви, як і інші способи подання функцій розподілу, корисні для оцінювання центилів у розподілі. Наприклад, можливо знайти таку точку, що 50 % спостережень будуть нижче неї, а 50 % — вище. Для цього від позначки 50 % на осі відсотків проводять горизонталь до перетину з кривою. Потім з точки перетину опускають перпендикуляр на горизонтальну вісь. Точка перетину з віссю дає шукане значення. Такий графік частоти та ожайву також використовують для порівняння двох статистичних вибірок, навіть якщо їхні обсяги різні.